# Chalmaison
Chalmaison est une commune française située dans le département de Seine-et-Marne en région Île-de-France.

## Géographie

### Localisation
Chalmaison est à environ 4,5 km par la route au sud de Longueville,.

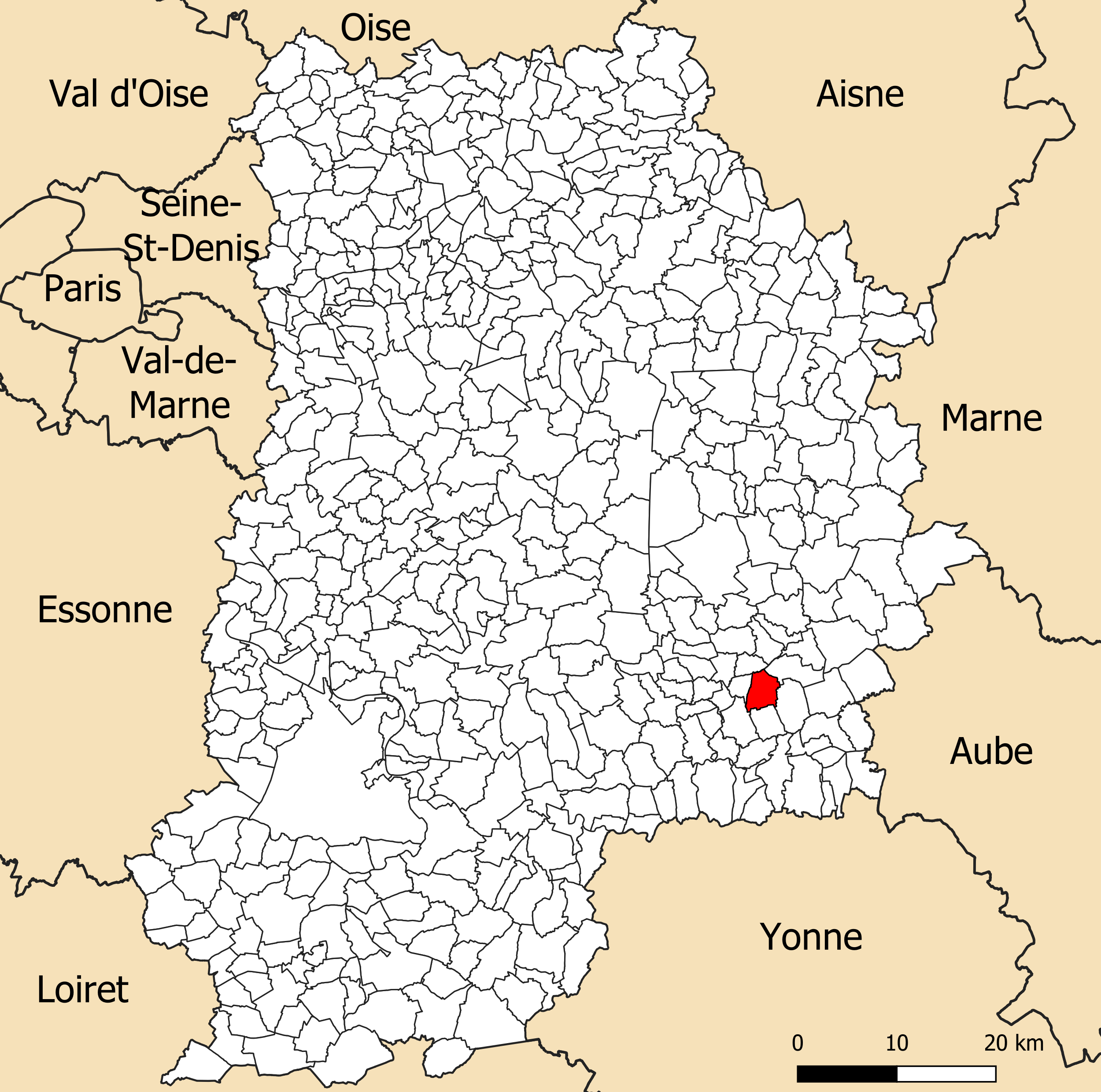
Localisation de la commune de Chalmaison dans le département de Seine-et-Marne.

### Communes limitrophes
| Jutigny               | Longueville | Soisy-Bouy |
|                       | Chalmaison  | Gouaix     |
| Les Ormes-sur-Voulzie | Everly      |            |

### Géologie et relief
L'altitude de la commune varie de 59 mètres à 154 mètres pour le point le plus haut, le centre du bourg se situant à environ 64 mètres d'altitude (mairie). Elle est classée en zone de sismicité 1, correspondant à une sismicité très faible.

### Hydrographie

#### Réseau hydrographique

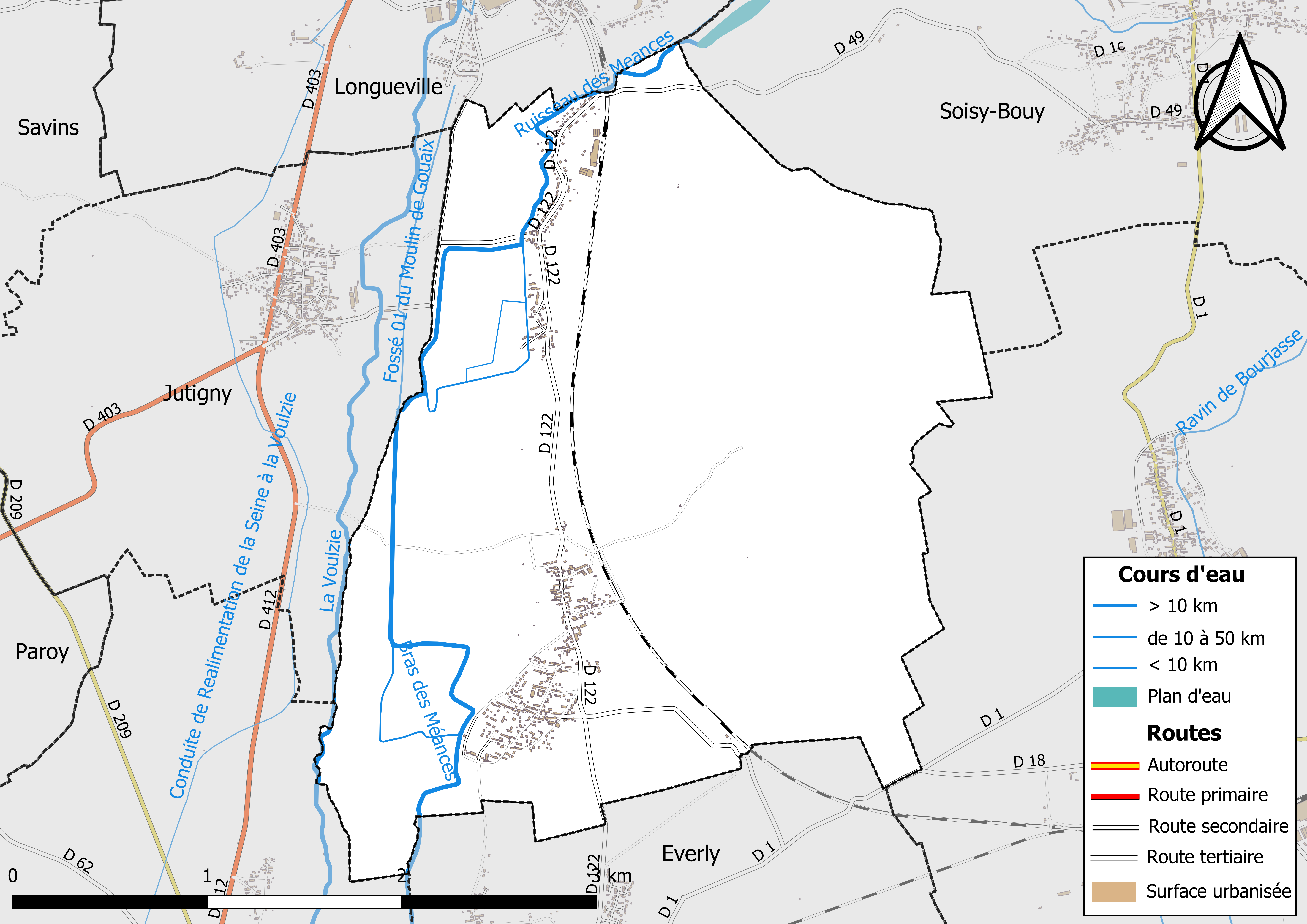
Carte des réseaux hydrographique et routier de Chalmaison.

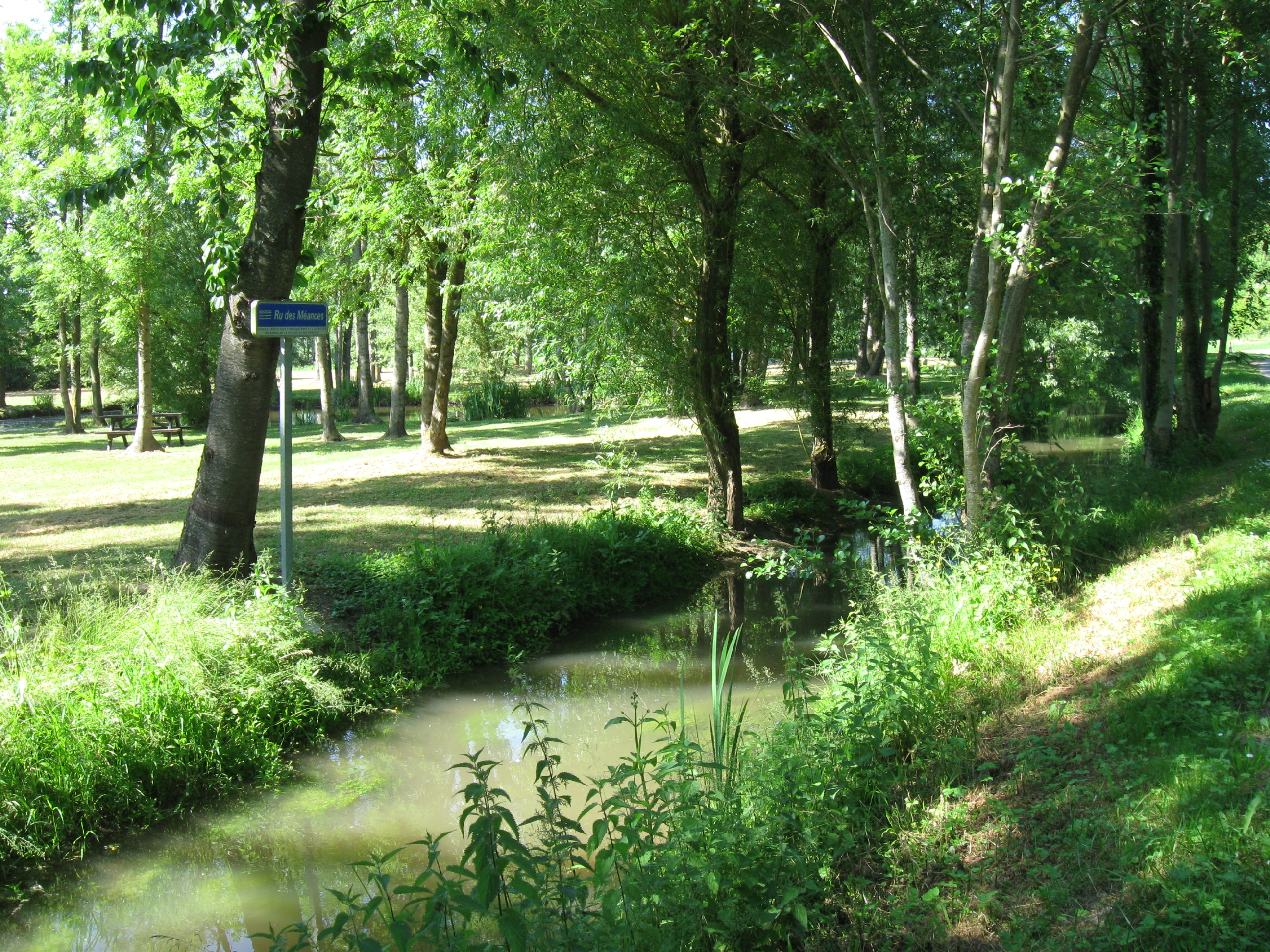
Le ru des Méances.

Le réseau hydrographique de la commune se compose de cinq cours d'eau référencés :
- la rivière Voulzie, longue de 43,86 km[4], affluent de la Seine en rive droite ;
- le ruisseau des Méances, long de 27,14 km[5], affluent de la Seine en rive droite, ainsi que :
  - un bras[6] de 0,66 km[7] ;
  - un bras de 0,95 km[8] ;
  - un bras de 1,36 km[9] ;

La longueur totale des cours d'eau sur la commune est de 8,74 km.

#### Gestion des cours d'eau
Afin d’atteindre le bon état des eaux imposé par la Directive-cadre sur l'eau du 23 octobre 2000, plusieurs outils de gestion intégrée s’articulent à différentes échelles : le SDAGE, à l’échelle du bassin hydrographique, et le SAGE, à l’échelle locale. Ce dernier fixe les objectifs généraux d’utilisation, de mise en valeur et de protection quantitative et qualitative des ressources en eau superficielle et souterraine. Le département de Seine-et-Marne est couvert par six SAGE, au sein du bassin Seine-Normandie.
La commune fait partie du SAGE « Bassée Voulzie », en cours d'élaboration en décembre 2020. Le territoire de ce SAGE concerne 144 communes dont 73 en Seine-et-Marne, 50 dans l'Aube, 15 dans la Marne et 6 dans l'Yonne, pour une superficie de 1 710 km2,. Le pilotage et l’animation du SAGE sont assurés par Syndicat Mixte Ouvert de l’eau potable, de l’assainissement collectif, de l’assainissement non collectif, des milieux aquatiques et de la démoustication (SDDEA), qualifié de « structure porteuse ».

### Climat
Pour des articles plus généraux, voir Climat de l'Île-de-France et Climat de Seine-et-Marne.
En 2010, le climat de la commune est de type climat océanique dégradé des plaines du Centre et du Nord, selon une étude du CNRS s'appuyant sur une série de données couvrant la période 1971-2000. En 2020, Météo-France publie une typologie des climats de la France métropolitaine dans laquelle la commune est exposée à un climat océanique altéré et est dans la région climatique Nord-est du bassin Parisien, caractérisée par un ensoleillement médiocre, une pluviométrie moyenne régulièrement répartie au cours de l’année et un hiver froid (3 °C).
Pour la période 1971-2000, la température annuelle moyenne est de 10,8 °C, avec une amplitude thermique annuelle de 15,6 °C. Le cumul annuel moyen de précipitations est de 744 mm, avec 11,5 jours de précipitations en janvier et 7,6 jours en juillet. Pour la période 1991-2020, la température moyenne annuelle observée sur la station météorologique la plus proche, située sur la commune de Voulton à 16 km à vol d'oiseau, est de 11,3 °C et le cumul annuel moyen de précipitations est de 740,8 mm,. Pour l'avenir, les paramètres climatiques de la commune estimés pour 2050 selon différents scénarios d'émission de gaz à effet de serre sont consultables sur un site dédié publié par Météo-France en novembre 2022.

### Milieux naturels et biodiversité

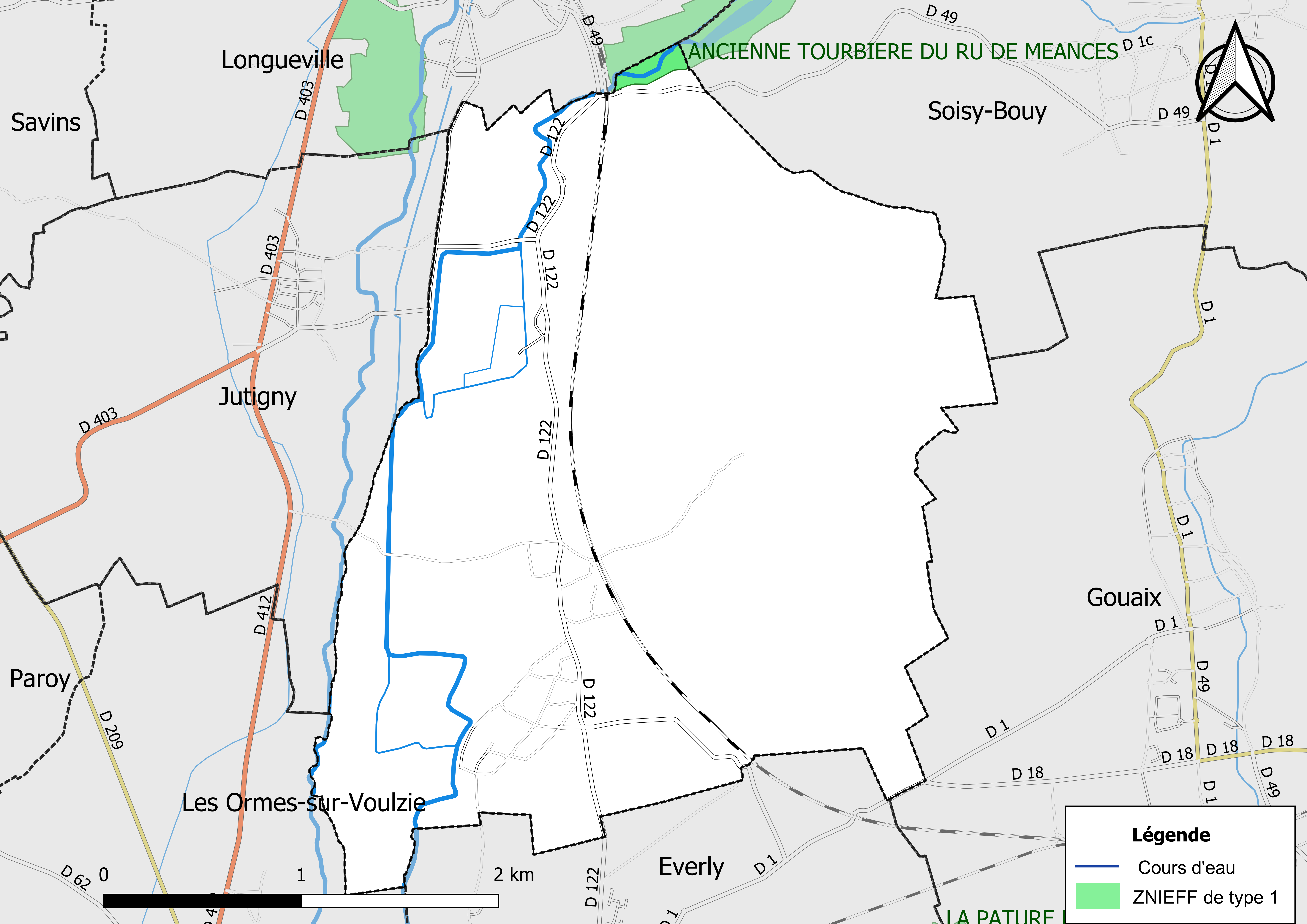
Carte des ZNIEFF de type 1 localisées sur la commune.

L’inventaire des zones naturelles d'intérêt écologique, faunistique et floristique (ZNIEFF) a pour objectif de réaliser une couverture des zones les plus intéressantes sur le plan écologique, essentiellement dans la perspective d’améliorer la connaissance du patrimoine naturel national et de fournir aux différents décideurs un outil d’aide à la prise en compte de l’environnement dans l’aménagement du territoire.
Le territoire communal de Chalmaison comprend une ZNIEFF de type 1,, 
l'« ancienne tourbière du Ru de Meances » (50,85 ha), couvrant 4 communes du département

## Urbanisme

### Typologie
Au 1er janvier 2024, Chalmaison est catégorisée commune rurale à habitat dispersé, selon la nouvelle grille communale de densité à sept niveaux définie par l'Insee en 2022.
Elle est située hors unité urbaine. Par ailleurs la commune fait partie de l'aire d'attraction de Paris, dont elle est une commune de la couronne,. Cette aire regroupe 1 929 communes,.

### Lieux-dits et écarts
La commune compte 108 lieux-dits administratifs répertoriés consultables ici (source : le fichier Fantoir) dont Tachy, les Praillons.

### Occupation des sols
L'occupation des sols de la commune, telle qu'elle ressort de la base de données européenne d’occupation biophysique des sols Corine Land Cover (CLC), est marquée par l'importance des territoires agricoles (59,9 % en 2018), une proportion identique à celle de 1990 (59,9 %). La répartition détaillée en 2018 est la suivante : 
terres arables (57,6%), forêts (33,7%), zones urbanisées (6,3%), zones agricoles hétérogènes (2,4 %).
Parallèlement, L'Institut Paris Région, agence d'urbanisme de la région Île-de-France, a mis en place un inventaire numérique de l'occupation du sol de l'Île-de-France, dénommé le MOS (Mode d'occupation du sol), actualisé régulièrement depuis sa première édition en 1982. Réalisé à partir de photos aériennes, le Mos distingue les espaces naturels, agricoles et forestiers mais aussi les espaces urbains (habitat, infrastructures, équipements, activités économiques, etc.) selon une classification pouvant aller jusqu'à 81 postes, différente de celle de Corine Land Cover,,. L'Institut met également à disposition des outils permettant de visualiser par photo aérienne l'évolution de l'occupation des sols de la commune entre 1949 et 2018.

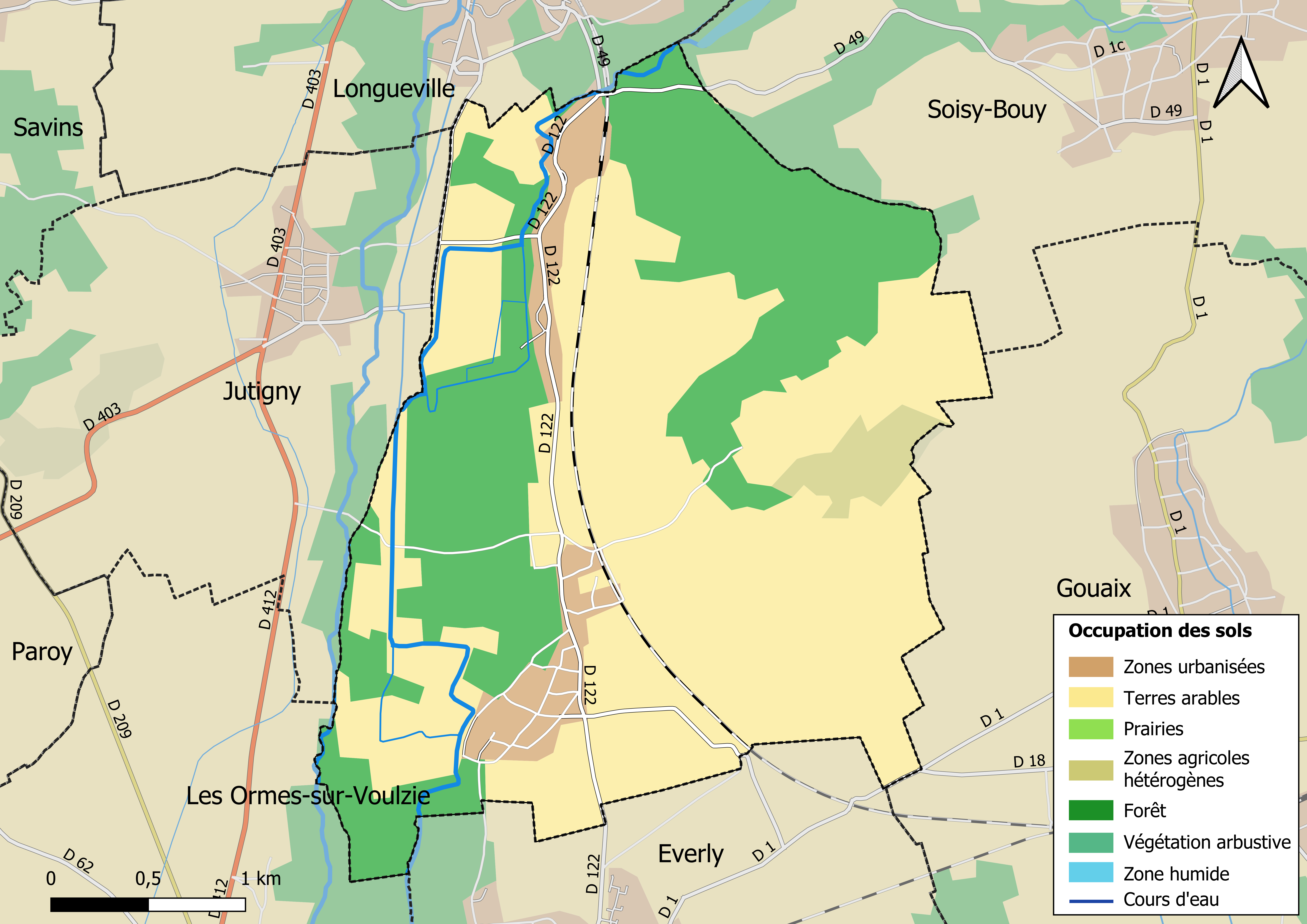
Carte des infrastructures et de l'occupation des sols en 2018 (CLC) de la commune.
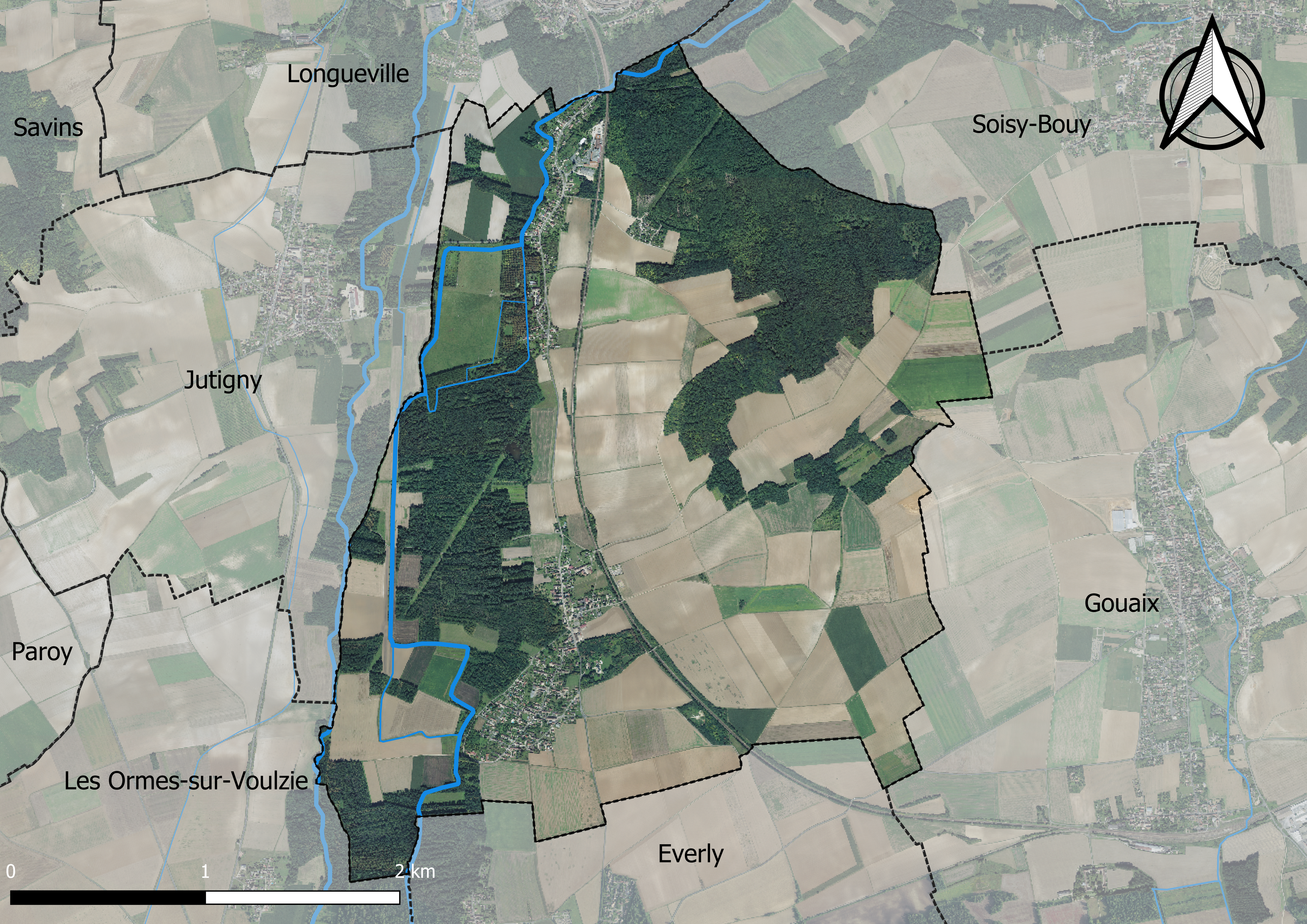
Carte orhophotogrammétrique de la commune.

### Planification
La loi SRU du 13 décembre 2000 a incité les communes à se regrouper au sein d’un établissement public, pour déterminer les partis d’aménagement de l’espace au sein d’un SCoT, un document d’orientation stratégique des politiques publiques à une grande échelle et à un horizon de 20 ans et s'imposant aux documents d'urbanisme locaux, les PLU (Plan local d'urbanisme). La commune est dans le territoire du SCOT Grand Provinois, dont le projet a été arrêté le 29 janvier 2020, porté par le syndicat mixte d’études et de programmation (SMEP) du Grand Provinois, qui regroupe les Communautés de Communes du Provinois et de Bassée-Montois, soit 82 communes.
La commune disposait en 2019 d'un plan local d'urbanisme approuvé. Le zonage réglementaire et le règlement associé peuvent être consultés sur le géoportail de l'urbanisme.

### Logement
En 2016, le nombre total de logements dans la commune était de 305 dont 100 % de maisons.
Parmi ces logements, 89,8 % étaient des résidences principales, 4,3 % des résidences secondaires et 5,9 % des logements vacants.
La part des ménages fiscaux propriétaires de leur résidence principale s'élevait à 90,9 % contre 7,7 % de locataires et 1,5 % logés gratuitement.

### Voies de communication et transports
La commune est desservie par les lignes régulières 3201, 3240, 3256 et 3260 du réseau de bus Provinois - Brie et Seine.

## Toponymie
Le nom de la localité est mentionné sous les formes Caroli domus vers 1130, puis Caladomus vers 1182, enfin Challemaison en 1699.

## Histoire
Le village, de par son origine gallo-romaine et son important patrimoine, est classée au titre des monuments historiques

## Politique et administration

### Liste des maires
| Période                                  | Période    | Identité             | Étiquette | Qualité  |
| ---------------------------------------- | ---------- | -------------------- | --------- | -------- |
| Les données manquantes sont à compléter. |            |                      |           |          |
| avant 1995                               | ?          | Odile Delorme        | PS        |          |
| mars 2001                                | avril 2013 | Michel Foret         |           |          |
| juin 2013                                | mars 2014  | Robert Dijon         |           |          |
| mars 2014                                | En cours   | Jean-Pierre Delannoy |           | Retraité |

## Équipements et services

### Eau et assainissement
L’organisation de la distribution de l’eau potable, de la collecte et du traitement des eaux usées et pluviales relève des communes. La loi NOTRe de 2015 a accru le rôle des EPCI à fiscalité propre en leur transférant cette compétence. Ce transfert devait en principe être effectif au 1er janvier 2020, mais la loi Ferrand-Fesneau du 3 août 2018 a introduit la possibilité d’un report de ce transfert au 1er janvier 2026,.

#### Assainissement des eaux usées
En 2020, la gestion du service d'assainissement collectif de la commune de Chalmaison est assurée par le SICTEU de Chalmaison, Éverly, Les Ormes sur Voulzie pour la collecte, le transport et la dépollution. Ce service est géré en délégation par une entreprise privée, dont le contrat arrive à échéance le 13 mars 2026,,.
L’assainissement non collectif (ANC) désigne les installations individuelles de traitement des eaux domestiques qui ne sont pas desservies par un réseau public de collecte des eaux usées et qui doivent en conséquence traiter elles-mêmes leurs eaux usées avant de les rejeter dans le milieu naturel. La communauté de communes de la Bassée - Montois (CCBM) assure pour le compte de la commune le service public d'assainissement non collectif (SPANC), qui a pour mission de vérifier la bonne exécution des travaux de réalisation et de réhabilitation, ainsi que le bon fonctionnement et l’entretien des installations,.

#### Eau potable
En 2020, l'alimentation en eau potable est assurée par le syndicat de l'Eau de l'Est seine-et-marnais (S2E77) qui en a délégué la gestion à l'entreprise Suez, dont le contrat expire le 14 décembre 2024,,.

## Population et société

### Démographie
L'évolution du nombre d'habitants est connue à travers les recensements de la population effectués dans la commune depuis 1793. Pour les communes de moins de 10 000 habitants, une enquête de recensement portant sur toute la population est réalisée tous les cinq ans, les populations de référence des années intermédiaires étant quant à elles estimées par interpolation ou extrapolation. Pour la commune, le premier recensement exhaustif entrant dans le cadre du nouveau dispositif a été réalisé en 2005.

En 2022, la commune comptait 758 habitants, en évolution de +0,66 % par rapport à 2016 (Seine-et-Marne : +3,92 %, France hors Mayotte : +2,11 %).
| 1793 | 1800 | 1806 | 1821 | 1831 | 1836 | 1841 | 1846 | 1851 |
| ---- | ---- | ---- | ---- | ---- | ---- | ---- | ---- | ---- |
| 399  | 426  | 421  | 463  | 520  | 481  | 471  | 505  | 507  |

| 1856 | 1861 | 1866 | 1872 | 1876 | 1881 | 1886 | 1891 | 1896 |
| ---- | ---- | ---- | ---- | ---- | ---- | ---- | ---- | ---- |
| 447  | 518  | 502  | 503  | 465  | 469  | 448  | 426  | 373  |

| 1901 | 1906 | 1911 | 1921 | 1926 | 1931 | 1936 | 1946 | 1954 |
| ---- | ---- | ---- | ---- | ---- | ---- | ---- | ---- | ---- |
| 350  | 375  | 380  | 345  | 359  | 375  | 399  | 490  | 428  |

| 1962 | 1968 | 1975 | 1982 | 1990 | 1999 | 2005 | 2006 | 2010 |
| ---- | ---- | ---- | ---- | ---- | ---- | ---- | ---- | ---- |
| 388  | 364  | 380  | 394  | 616  | 653  | 679  | 690  | 736  |

| 2015 | 2020 | 2022 | - | - | - | - | - | - |
| ---- | ---- | ---- | - | - | - | - | - | - |
| 755  | 757  | 758  | - | - | - | - | - | - |

### Manifestations culturelles et festivités
Plusieurs associations animent la vie socio-culturelle de la commune.
Parmi elles, l'Amicale des Fêtes, qui organise plusieurs soirées à thèmes dans l'année, ainsi que les traditionnels rendez-vous festifs du village tels que : 
- La chasse aux œufs de Pâques
- Le vide grenier et sa fête foraine chaque 1er mai 
- La fête de la musique associée au repas convivial en juin
- La fête des tournesols et son feu d'artifice début septembre de chaque année
- Halloween fin oct. début nov.
- L'arbre de Noël et son spectacle en partenariat avec la municipalité courant décembre.
La municipalité organise de son côté avec le soutien de l'AFC, La Savonaise (descentes de caisses à savon) chaque 1er dimanche de septembre depuis 2015. Les inscriptions sont libres et gratuites et ouvertes à tous (plus de 10 ans).

## Économie

### Revenus de la population et fiscalité
En 2018, le nombre de ménages fiscaux de la commune était de 287, représentant 787 personnes et la  médiane du revenu disponible par unité de consommation  de 22 420 euros.

### Emploi
En 2018, le nombre total d’emplois dans la zone était de 162, occupant 333 actifs  résidants (dont 6,9 % dans la commune de résidence et 93,1 % dans une commune autre que la commune de résidence).
Le taux d'activité de la population (actifs ayant un emploi) âgée de 15 à 64 ans s'élevait à 66,2 % contre un taux de chômage de 7,4 %.
Les 26,4 % d’inactifs se répartissent de la façon suivante : 11,7 % d’étudiants et stagiaires non rémunérés, 8 % de retraités ou préretraités et 6,6 % pour les autres inactifs.

### Secteurs d'activité

#### Entreprises et commerces
En 2019, le nombre d’unités légales et d’établissements (activités marchandes hors agriculture) par secteur d'activité était de 29 dont 2 dans l’industrie manufacturière, industries extractives et autres, 8 dans la construction, 6 dans le commerce de gros et de détail, transports, hébergement et restauration, 1 dans les activités immobilières, 8 dans les activités spécialisées, scientifiques et techniques et activités de services administratifs et de soutien, 2 dans l’administration publique, enseignement, santé humaine et action sociale et 2  étaient relatifs aux autres activités de services.
En 2020, 5 entreprises individuelles ont été créées sur le territoire de la commune.
Au 1er janvier 2021, la commune ne disposait pas d’hôtel et de terrain de camping.

#### Agriculture
Chalmaison est dans la petite région agricole dénommée la « Bassée » ou « Basse Seine », au sud-est du département. En 2010, l'orientation technico-économique de l'agriculture sur la commune est la culture de céréales et d'oléoprotéagineux (COP).
Si la productivité agricole de la Seine-et-Marne se situe dans le peloton de tête des départements français, le département enregistre un double phénomène de disparition des terres cultivables (près de 2 000 ha par an dans les années 1980, moins dans les années 2000) et de réduction d'environ 30 % du nombre d'agriculteurs dans les années 2010. Cette tendance se retrouve au niveau de la commune où le nombre d’exploitations est passé de 7 en 1988 à 5 en 2010. Parallèlement, la taille de ces exploitations augmente, passant de 60 ha en 1988 à 101 ha en 2010.
Le tableau ci-dessous présente les principales caractéristiques des exploitations agricoles de Chalmaison, observées sur une période de 22 ans : 
|                                      | 1988 | 2000 | 2010 |
| ------------------------------------ | ---- | ---- | ---- |
| Dimension économique,                |      |      |      |
| Nombre d’exploitations (u)           | 7    | 6    | 5    |
| Travail (UTA)                        | 9    | 6    | 5    |
| Surface agricole utilisée (ha)       | 419  | 400  | 505  |
| Cultures                             |      |      |      |
| Terres labourables (ha)              | 417  | 398  | 505  |
| Céréales (ha)                        | 319  | 272  | 356  |
| dont blé tendre (ha)                 | 162  | 155  | 222  |
| dont maïs-grain et maïs-semence (ha) | 125  | 62   | 23   |
| Tournesol (ha)                       | 26   | s    | s    |
| Colza et navette (ha)                | 37   | 51   | 63   |
| Élevage                              |      |      |      |
| Cheptel (UGBTA)                      | 7    | 0    | 0    |

## Culture locale et patrimoine

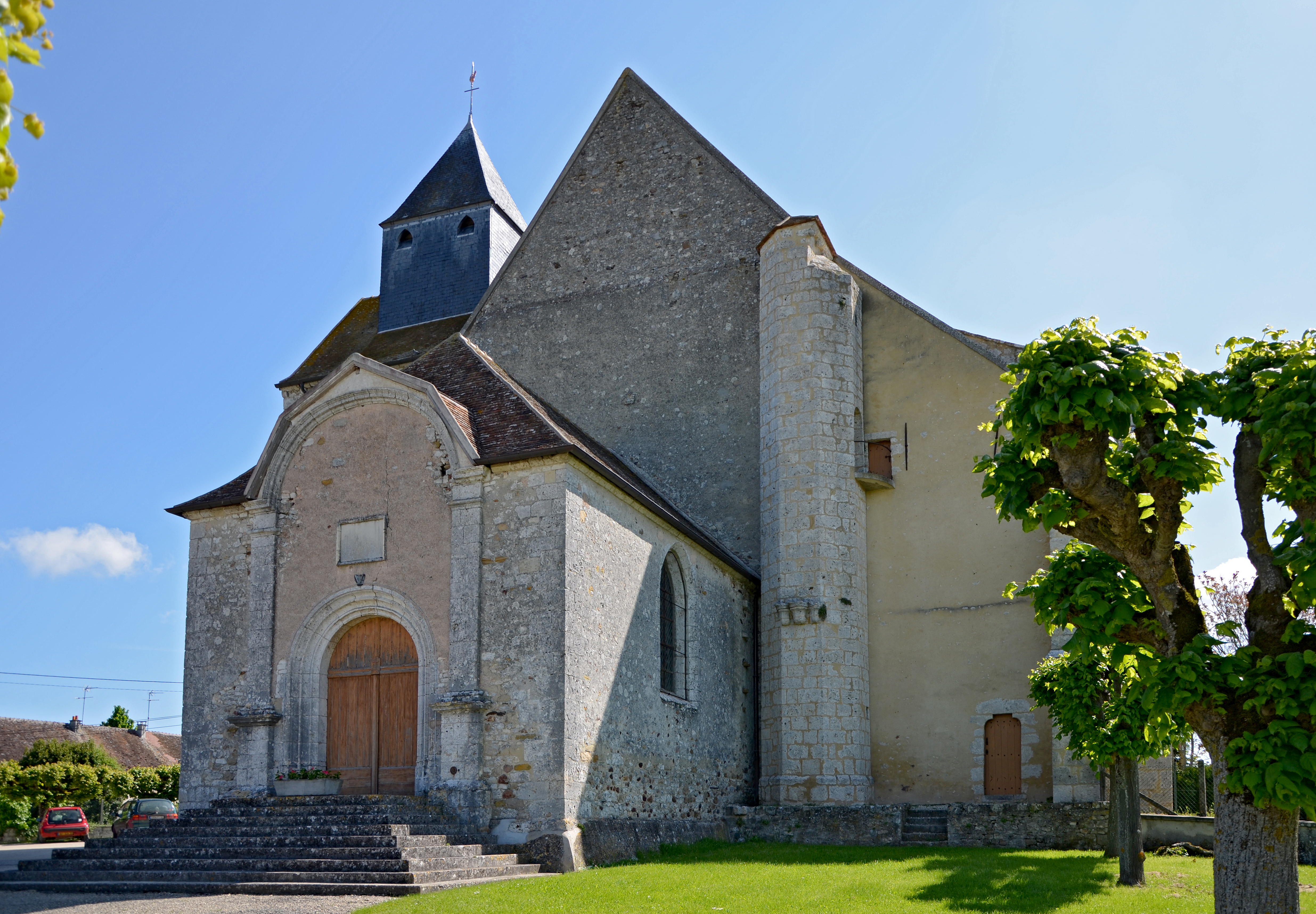
L'église Saint-Étienne.

### Monuments et lieux remarquables
- Église Saint-Étienne, du XIIIe siècle, classée au titre des monuments historiques[56], auquel il convient d’ajouter le patrimoine mobilier classé (59 «objets »).
- Château de Tachy, Orphelinat Eugène Napoléon, École Privée dite École de la Neuvile, (XVIIe et XIXe siècles)  Inscrit MH[57] ; auquel il convient d’ajouter le patrimoine mobilier classé suivant : 
  - Girouette (n° 1) en métal découpé (Pavillon nord)[58] ;
  - Girouette (n° 2) en métal découpé (Pavillon sud)[59] ;
  - Statue de saint Joseph à l'Enfant en calcaire taillé (Parc)[60] ;
  - Rampe d'appui en bois taillé et poli (Communs)[61] ;
  - Cheminée en marbre blanc taillé et poli (Communs)[62] ;
  - Plaque de cheminée en fonte (Communs)[63] ;
- Croix de chemin dite Croix de Tachy (chemin départemental de Longueville),  Inscrit MH[64] ;
- Ferme (20 rue Henri Brugail),  Inscrit MH[65] ;
- Ferme (8 rue de la Mairie),  Inscrit MH[66] ;
- Entrepôt agricole (2 rue Joseph Gries),  Inscrit MH[67] ;
- Cimetière Inscrit MH[68] ; 
  - Tombeau de Jean-Baptiste Coutrot. (Cimetière),  Inscrit MH[69] ;
  - Tombeau d'Henriette Limosin, veuve Courtois (Cimetière),  Inscrit MH[70] ;
  - Tombeau d'Émilie le Sage, femme Soufflet et Louis Étienne Soufflet (Cimetière),  Inscrit MH[71] ; auquel il convient d’ajouter le patrimoine mobilier classé suivant :
  - Croix monumentale (n° 1) en fer forgé, gravé et peint[72] ;
  - Croix monumentale (n° 2) en fer forgé et gravé[73] ;
  - Croix monumentale (n° 3) en fer forgé et gravé[74] ;
- Monument aux morts de la Guerre 1914-1918  (place de l’église),  Inscrit MH[75] ;
- Puits repéré en 1979, non retrouvé en 1996  (rue de la mairie),  Inscrit MH[76] ;
- Puits  en pierre (3 rue du Joie),  Inscrit MH[77] ;
- Maison de maître dite château de Chalmaison  (22 rue Henri Brugail),  Inscrit MH[78] ;
- Pont routier sur la ligne de chemin de fer Paris-Mulhouse, pont poutre métallique  (chemin rural dit des Hauts Bayots),  Inscrit MH[79] ;
- Pont routier sur la ligne de chemin de fer Paris-Mulhouse, pierre de taille (Chemin rural dit des Soixante Arpents),  Inscrit MH[80] ;
- Maisons dont le plan masse figure en partie sur le cadastre de 1822 :
  - Maison du XIXe siècle (29 rue Henri Brugail),  Inscrit MH[81] ;
  - Maison sans doute du XIXe siècle (1 rue Ferdinand Laurin),  Inscrit MH[82] ;
  - Bâtiment composé en 1974 de différentes parties : maison d'habitation et édifices agricoles (1 rue Perron),  Inscrit MH[83] ;
  - Maison peut-être du XVIIIe siècle ou XIXe siècle, détruite en 1996 (11 rue René Jarry),  Inscrit MH[84] ;
  - Maison du XVIIIe siècle ou XIXe siècle (17 rue Eugène Jacquelin),  Inscrit MH[85] ;
  - Maison du XVIIIe siècle ou XIXe siècle (7 rue Eugène Jacquelin),  Inscrit MH[86] ;
  - Maison sans doute du XIXe siècle (7 rue du Joie),  Inscrit MH[87] ;
  - Bâtiment du XIXe siècle dont une partie a été fortement restaurée (4 rue du Château),  Inscrit MH[88] ; ainsi qu’ une
- Maison sans doute du XIXe siècle , détruite en 1996 (17 rue René Jarry),  Inscrit MH[89] ;
- Lavoir communal, couvert, à impluvium et alimenté par le ruisseau des Méances.  Inscrit MH[90].

### Autres lieux et monuments
- Tour aux maréchaux. Tour de guet d'époque médiévale entourée d'un double fossé. Aujourd'hui à l'état de ruines dans la forêt de Gratte-Loup.
- Pigeonnier du château de Chalmaison, vestige du château pré-révolutionnaire.
- Le sentier de grande randonnée GR 11F traverse la commune.

### Personnalités liées à la commune
- Abbé Henry Menardais (1882-1956) - Curé de Chalmaison de 1934 à 1952 - Médaille des Justes parmi les nations à titre posthume en 1998. Inscrit sur le monument de Yad Vashem à Jérusalem - Médailles Militaires 1914-1918 et 1939-1945 - Médaille de la Résistance - Décoré par les Armées de Grande-Bretagne et des États-Unis- A caché et sauvé des centaines de personnes pourchassées pendant la guerre 1939-1945.

### Héraldique
|  | Les armes de Chalmaison se blasonnent ainsi : écartelé : au 1) et au 4) d’or à la fasce ondée d’azur, accompagnée en chef de deux roses de gueules et en pointe d’une tour du même, au 2) et au 3) d’azur au chevron d’argent, accompagné en chef de deux croisettes ancrées d’or et en pointe d’une tête de léopard du même. |